# Smithophis
Smithophis — рід змій родини полозових (Colubridae). Представники цього роду мешкають в Азії. Рід названий на честь британського герпетолога Малкольма Артура Сміта.

## Види
Рід Smithophis нараховує 4 види:
- Smithophis arunachalensis Das, Deepak, Captain, Wade & Gower, 2020[4]
- Smithophis atemporalis Giri, Gower, Das, Lalremsanga, Lalronunga, Captain, & Deepak, 2019
- Smithophis bicolor (Blyth, 1854)
- Smithophis linearis Vogel, Chen, Deepak, Gower, Shi, Ding, & Hou, 2020